# Шулгановська сільська рада
Шулга́новська сільська рада (рос. Шулгановский сельский совет) — муніципальне утворення у складі Татишлинського району Башкортостану, Росія. Адміністративний центр — село Шулганово.

## Населення
Населення — 1565 осіб (2019, 1912 в 2010, 2221 в 2002).

## Склад
До складу поселення входять такі населені пункти:
| Населений пункт       | Населення, осіб (2002) | Населення, осіб (2010) |
| --------------------- | ---------------------- | ---------------------- |
| Гарібашево, присілок  | 570                    | 446                    |
| Зіляктау, присілок    | 24                     | 11                     |
| Кашкаково, присілок   | 516                    | 481                    |
| Куряш, присілок       | 0                      | -                      |
| Кустарьовка, присілок | 16                     | 1                      |
| Сабанчі, присілок     | 0                      | -                      |
| Чишма, присілок       | 57                     | 48                     |
| Шулганово, село       | 1038                   | 925                    |